# Пролетарский (Шиловский район)
Пролетарский — посёлок в Шиловском районе Рязанской области в составе Занино-Починковского сельского поселения.

## Географическое положение
Посёлок Пролетарский расположен на Окско-Донской равнине у истоков реки Сиверки в 48 км к северо-востоку от пгт Шилово. Расстояние от села до районного центра Шилово по автодороге — 58 км.
Посёлок со всех сторон окружен значительным лесным массивом; к северу от него — урочище Ханосово Болото, к юго-западу и югу — истоки рек Мыщцы и Сиверки. В западной части посёлка — большой пруд. Ближайшие населенные пункты — села Мышца и Большие Пекселы, деревня Кулово (Касимовский район).

## Население
| 2010 |
| ---- |
| 167  |

(в 1992 г. — 203 чел.).

## Происхождение названия
Название посёлка относится к числу идеологических топонимов советского времени. Срав.: пролетарий — «наемный рабочий в капиталистическом обществе, лишенный средств производства»; «Пролетарии всех стран, соединяйтесь!» — коммунистический лозунг.

## История
Посёлок Пролетарский был организован в начале 1920-х гг. советской властью в местах лесозаготовок на железнодорожной линии «Шилово — Касимов» из числа кулугуров — последователей одной из старообрядческих сект беспоповского толка. Для последователей этого течения в старообрядчестве были характерны набожность, упорство и трудолюбие, отказ от спиртного и курения табака. В 1930-е гг. через посёлок Пролетарский осуществлялась поставка леса к рынкам сбыта, в том числе в Москву.

## Транспорт
На западной окраине посёлка Пролетарский находится станция «Мышца» железнодорожной линии «Шилово — Касимов» Московской железной дороги.